# Malá Hejšovina
Malá Hejšovina (polsky Szczeliniec Mały, německy Kleiner Heuscheuer) je stolová hora v těsném sousedství Velké Hejšoviny, nejvyššího vrcholu polských Stolových hor. Nachází se na území radkówské gminy v okrese Kladsko v Dolnoslezském vojvodství. Malá Hejšovina je po Velké Hejšovině a Boru (Skalniak) třetím nejvyšším vrcholem Stolových hor a je součástí stejnojmenného národního parku.

## Geografie, geomorfologie, geologie
Malá Hejšovina je typickou součástí reliéfu Stolových hor. Její vrchol oválného tvaru, orientovaný ve směru od severozápadu k jihovýchodu, je obklopen kolmými skalními stěnami. Pískovcový masiv převyšuje okolní terén o zhruba 200 metrů. Plochý vrchol stolové hory vyplňuje menší, avšak velmi kompaktní skalní město s vysokými skalními věžemi, četnými průrvami a skalními komíny.
Polské Stolové hory, tvořené sedimenty mořského dna z období svrchní křídy, které byly uloženy před zhruba 100 milióny let a během následujících desítek miliónů let byly vyzdviženy alpinským vrásněním a postupně zformovány erozí a zvětráváním, se dělí do tří výškových úrovní. K té nejvyšší v rozmezí 850 až 919 metrů nadmořské výšky náleží spolu s Velkou Hejšovinou, Borem a Nárožníkem i Malá Hejšovina. Nejvyšší úroveň tvoří nejmladší usazeniny – vodorovně uložené hrubozrnné kvádrové pískovce, rozdělené do bloků kolmými puklinami. Nižší, prostřední sedimentární vrstva hornin v nadmořské výšce 500 až 800 metrů je přikryta zvětralými slínovci a vyskytují se zde též kvádrové pískovce. V této úrovní se nacházejí i menší lidská sídla kolem Malé a Velké Hejšoviny, jako jsou vesnice Karlów a Pasterka.
Malá Hejšovina je od Velké Hejšoviny oddělena mělkým sedlem v nadmořské výšce 867 metrů, přičemž v nejužších místech tohoto sedla jsou skalní stěny obou vrcholů od sebe vzdáleny sotva 100 metrů.

## Původ názvu

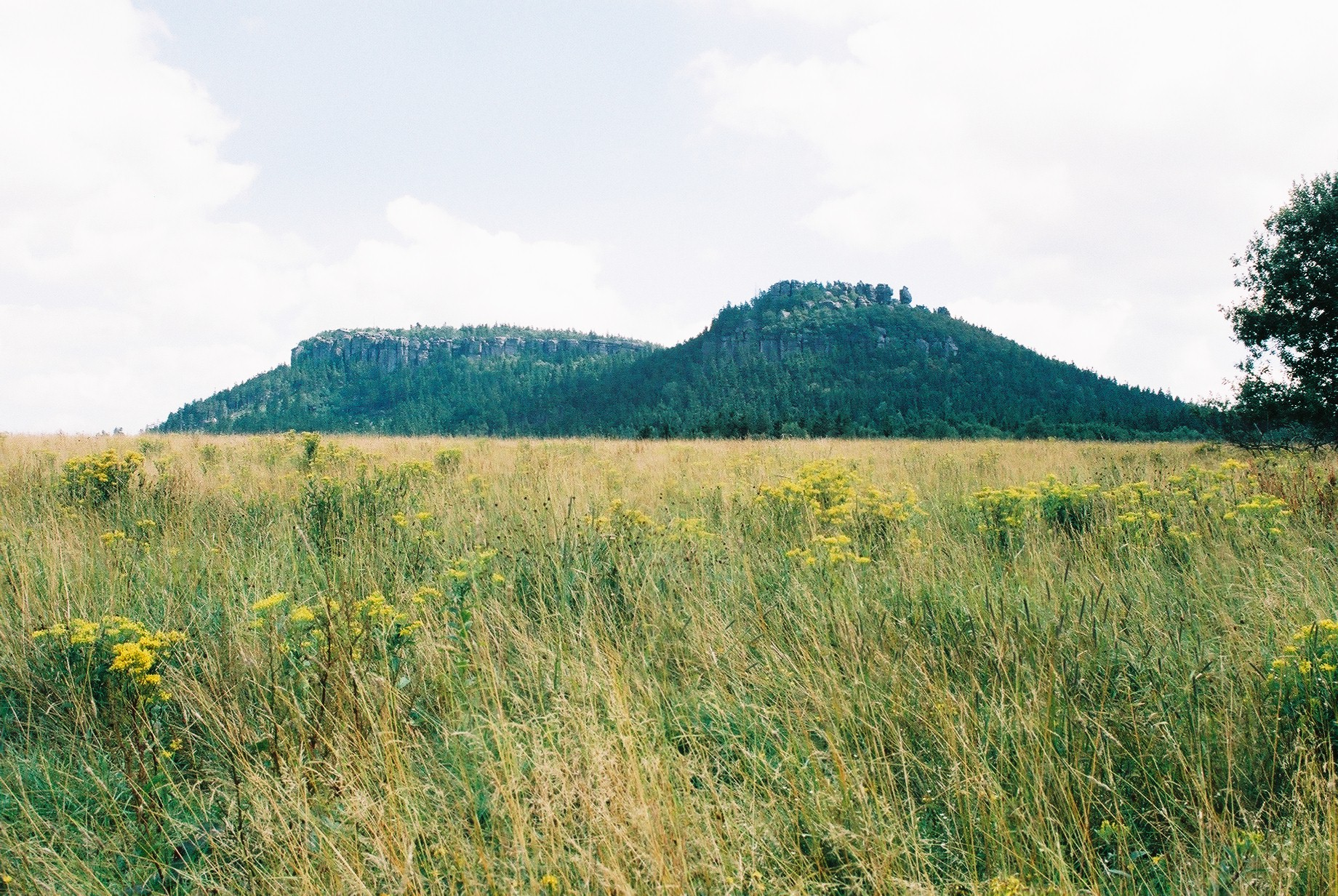
Malá Hejšovina (v popředí vpravo), za ní v pozadí Velká Hejšovina

České pojmenování horského masivu "Hejšovina" vzniklo jako zkomolenina německého názvu "Heuscheuer", přičemž doslovný překlad tohoto německého slova znamená "seník". Toto pojmenování bylo pravděpodobně odvozeno od vnější podoby těchto horských vrcholů.

## Baterie nad Pasterkou
Na severozápadním úbočí Malé Hejšoviny poblíž starého kamenolomu byla v letech 1790/1791 vybudována v rámci příprav na nadcházející prusko-rakouský konflikt malá pevnost, nazývaná "Baterie nad Pasterkou" (polsky Bateria nad Pasterką, německy Batterie bei Passendorf). Tento fort byl opuštěn v roce 1806.

## Dostupnost
Malá Hejšovina, na rozdíl od Velké Hejšoviny, není a ani v minulosti nebyla přístupná turistům. Do poloviny 80. let 20. století zde však na základě zvláštního povolení mohlo být provozováno horolezectví. Území je přísně střeženou přírodní rezervací s výskytem chráněných druhů ptactva.